# Adirondak planine
Adirondak planine formiraju masiv u severoistočnom Njujorku, Sjedinjene Američke Države. Njegove granice približno odgovaraju granicama parka Adirondak. One se prostiru na oko 13.000 km2 (5.000 sq mi). Planine čine otprilike kružnu kupolu, s prečnikom od oko 160 mi (260 km) i visinom od oko 1 mi (1.600 m). Trenutni reljef je posledica glacijacije. Postoji više od 200 jezera oko planina, uključujući jezera Dordž, Plasid i Suza od oblaka, na planini Marci, koja je najviši izvor reke Hadson.

## Istorija
Ljudi su živeli u regionu planina Adirondak još od paleo-indijskog perioda (15.000 do 7.000 pre nove ere) ubrzo nakon poslednjeg ledenog doba. Prva grupa koja se doselila u to područje došla je južno od doline reke Sv. Lorens i naselila se duž obala Šemplanskog mora oko 13.000 pne. Ti ljudi, poznati kao Laurentska kultura, bili su polunomadski lovci. Dokazi o njihovom prisustvu u Adirondaku uključuju vrh strelice od crveno-smeđeg rožnaka pronađen 2007. godine na ivici jezera Tuper. Tokom sledećih 11.000, klima u regionu polako se zagrevala, i šume su počele da zamenjuju prvobitnu tundru. Nekoliko različitih kultura - poznatih kao Silvan Lejk, River, Midlseks, Pojnt Peninsula i Ovasko kulture - su vremenom zamenile Laurentsku kulturu. U vreme kulture Ovasko, oko 0 godine, kukuruz i pasulj su se uzgajali u uzvišenjima Adirondaka.
Prvi irokeški narodi - Mohaki (ili Kanjengehaga) i Onejda (ili Onejotehaga) - pristigli su u region Adirondaka u periodu pre između 4.000 i 1.200 godina. Obe grupe su tvrdile da su planine Adirondak njihova lovišta. Prema irokeškom istoričaru Riku Hilu, region se smatrao „jelom sa jednom kašikom”, što simbolizuje zajedničke resurse lova između grupa. Grupa Algonkvijaca, poznata kao Mahikanci, takođe je obitavala u ovom region, posebno u dolini reke Hadson.
To su bile grupe sa kojima su se susreli prvi evropski istraživači tog područja. Evropska kolonizacija područja započela je bitkom između Samjuela de Šamplena i grupe Mohaka, u sadašnjoj Tajkonderogi 1609. godine. Jezuitski misionar Isak Žog je postao prvi zabeleženi Evropljanin koji je putovao kroz centar Adirondaka - kao zarobljenik lovačke družine Mohaka - 1642. godine.
Rana evropska percepcija Adirondaka bila je da je to ogromna negostoljubiva divljina. Jedna karta područja iz 1771. godine prikazuje region kao prazan prostor u severoistočnom uglu Njujorka. Godine 1784, Tomas Pounhol napisao je da su Indijanci to područje nazivali „sumorna divljina, ili Habitacija zime”, i da im to područje „ili nije bilo potpuno poznato, ili, da su ga znali, i vrlo mudro čuvali to znanje od Evropljana”. On je očigledno imao utisak da domorodački narod nije živeo u planinama Adirondak. Budući da su lokalna plemena Irokeza i Algonkvina u 1600-ima prvo desetkovana malim boginjama i ospicama, a zatim ratovima sa zadirućim evropskim naseljenicima, verovatno je bilo malo ljudi koji su živeli u regionu do trenutka kada je Pounhol napisao svoj opis. Tek su relativno nedavno brojni arheološki nalazi definitivno pokazali da su starosedeoci Amerike bili veoma prisutni u Adirondak planinama pre evropskog kontakta, loveći, izrađujući grnčariju i uzgajajući kukuruz i pasulj.
Evropski utisak o divljem regionu lišenom ljudske povezanosti stvorio je narativ o divljini koji će se zadržati tokom više od narednih 200 godina istorije regiona. Dok se percepcija društva o vrednosti Adirondaka menjala, oni su uvek bili viđeni kao zemlja prirodnih resursa i fizičke lepote, a ne ljudske istorije. Prvo je to područje bilo negostoljubivi zaplet, a zatim unosna deponija građe. Nakon Američkog revolucionarnog rata, država Njujork je stekla vlasništvo nad većinom zemlje u regionu. Da bi došla do novca za otplatu ratnih dugova, vlada je prodala gotovo sve originalne javne površine od oko 7 miliona hektara za penije po hektaru. Drvosečama je otvoren put u unutrašnjost, uz veoma malo ograničenja, što je rezultiralo masovnom krčenjem šuma. Kasnije je karakter divljine u regiji postao popularan sa usponom romantičarskog pokreta, a Adirondak planine su postale odredište za one koji žele da pobegnu od zla gradskog života. Rastuća zabrinutost zbog kvaliteta vode i krčenja šuma dovela je do stvaranja parka Adirondak 1885. Godine 1989, deo regije Adirondak je UNESCO dezignirao kao Rezervat prirode Čamplejn-Adirondak.
Za noviju ljudsku istoriju regije Adirondak, pogledajte stranicu Adirondak park.

## Geologija
Stene planina Adirondak nastale su pre oko dve milijarde godina kao sedimenti debeli na 50.000 stopa (oko 15.240 m) na dnu mora smeštenog u blizini ekvatora. Zbog tektonike ploča sudarili su se sa Laurentijom (pretečom moderne Severne Amerike) u epizodi gradnje planina poznatoj kao Grenvilska orogenija. Tokom ovog vremena sedimentna stena je promenjena u metamorfnu stenu. Upravo ti proterozoični minerali i litologije čine jezgro masiva. Minerali od interesa su:
- volastonit, iskopavan u blizini Harisvila
- magnetit i hematita, koji su se ranije kopali u rudnicima Benson,[9] Lajon Mauntin, Majnvil, Tahavus i Viterbi.
- grafit, kopan u blizini Haga i Tajkonderoga.
- granat, kopan u rudniku Barton, severno od planine Gor.
- anortozit, vidljiv u usecima na putu 3 države Njujork između jezera Saranak i jezera Taper.[10]
- mermer
- cink: Okrug Balmat-Edvards na severozapadnom boku masiva, a takođe u okrugu St. Lavrens, bio je glavno nalazište cinkove rude
- titanijum je iskopavan u Tahavusu.

## Klima
Letnja klima je hladnija od ostatka države Njujork u Adirondaku zbog veće nadmorske visine. Adirondak leti tipično ima prijatno suvo vreme, sa temperaturama od 18-22 °C (66 °F-73 °F). Večeri u Adirondaku su prohladne, a temperature se kreću u proseku između 7-12 °C (45 °F-54 °F). Zime su često hladne i oštre. Temperature se kreću od −7 — −5 °C (19—23 °F). Noćne temperature su hladne i ledene, između −18 — −15 °C (0—5 °F).
| Klima Lejk Plesida, Njujork. Elevacija: 626 m (2.054 ft) | Klima Lejk Plesida, Njujork. Elevacija: 626 m (2.054 ft) | Klima Lejk Plesida, Njujork. Elevacija: 626 m (2.054 ft) | Klima Lejk Plesida, Njujork. Elevacija: 626 m (2.054 ft) | Klima Lejk Plesida, Njujork. Elevacija: 626 m (2.054 ft) | Klima Lejk Plesida, Njujork. Elevacija: 626 m (2.054 ft) | Klima Lejk Plesida, Njujork. Elevacija: 626 m (2.054 ft) | Klima Lejk Plesida, Njujork. Elevacija: 626 m (2.054 ft) | Klima Lejk Plesida, Njujork. Elevacija: 626 m (2.054 ft) | Klima Lejk Plesida, Njujork. Elevacija: 626 m (2.054 ft) | Klima Lejk Plesida, Njujork. Elevacija: 626 m (2.054 ft) | Klima Lejk Plesida, Njujork. Elevacija: 626 m (2.054 ft) | Klima Lejk Plesida, Njujork. Elevacija: 626 m (2.054 ft) | Klima Lejk Plesida, Njujork. Elevacija: 626 m (2.054 ft) |
| Pokazatelj \ Mesec                                       | .Jan.                                                    | .Feb.                                                    | .Mar.                                                    | .Apr.                                                    | .Maj.                                                    | .Jun.                                                    | .Jul.                                                    | .Avg.                                                    | .Sep.                                                    | .Okt.                                                    | .Nov.                                                    | .Dec.                                                    | .God.                                                    |
| -------------------------------------------------------- | -------------------------------------------------------- | -------------------------------------------------------- | -------------------------------------------------------- | -------------------------------------------------------- | -------------------------------------------------------- | -------------------------------------------------------- | -------------------------------------------------------- | -------------------------------------------------------- | -------------------------------------------------------- | -------------------------------------------------------- | -------------------------------------------------------- | -------------------------------------------------------- | -------------------------------------------------------- |
| Maksimum, °C (°F)                                        | −4,8 (23,4)                                              | −4,1 (24,6)                                              | −0,7 (30,7)                                              | 7,1 (44,8)                                               | 15,8 (60,5)                                              | 19,9 (67,9)                                              | 22 (71,6)                                                | 21,4 (70,6)                                              | 17,6 (63,7)                                              | 10,2 (50,3)                                              | 4,5 (40,1)                                               | −0,8 (30,6)                                              | 10,2 (50,3)                                              |
| Prosek, °C (°F)                                          | −8,1 (17,5)                                              | −6,3 (20,6)                                              | −3,9 (25,0)                                              | 3,6 (38,4)                                               | 9,9 (49,9)                                               | 14,7 (58,4)                                              | 16,8 (62,3)                                              | 16,3 (61,3)                                              | 12,6 (54,7)                                              | 6,7 (44,1)                                               | 1,4 (34,5)                                               | −4,8 (23,4)                                              | 5,2 (41,4)                                               |
| Minimum, °C (°F)                                         | −16,2 (2,9)                                              | −15,7 (3,7)                                              | −8,9 (15,9)                                              | −2,3 (27,9)                                              | 3,8 (38,9)                                               | 9,4 (48,9)                                               | 11,6 (52,9)                                              | 11,1 (52,0)                                              | 7,1 (44,7)                                               | 0,3 (32,6)                                               | −4,1 (24,7)                                              | −10,1 (13,9)                                             | 0,2 (32,4)                                               |
| Količina padavinamm (in)                                 | 115,8 (4,56)                                             | 101,1 (3,98)                                             | 134,9 (5,31)                                             | 137,2 (5,40)                                             | 142 (5,59)                                               | 147,1 (5,79)                                             | 155,7 (6,13)                                             | 134,4 (5,29)                                             | 158 (6,22)                                               | 177 (6,97)                                               | 148,1 (5,83)                                             | 132,6 (5,22)                                             | 1.683,8 (66,29)                                          |
| Relativna vlažnost, %                                    | 71,1                                                     | 66,2                                                     | 62,4                                                     | 60,1                                                     | 63,8                                                     | 70,4                                                     | 70,8                                                     | 72,8                                                     | 73,0                                                     | 70,7                                                     | 69,9                                                     | 72,0                                                     | 68,6                                                     |
| Izvor: PRISM klimatska grupa                             |                                                          |                                                          |                                                          |                                                          |                                                          |                                                          |                                                          |                                                          |                                                          |                                                          |                                                          |                                                          |                                                          |

| Prosečna tačka rose °F       | 10.7  | 11.1  | 16.8 | 26.5 | 38.3 | 48.8 | 52.7 | 52.5 | 46.2 | 35.2 | 25.7 | 15.7 | 31.8 |
| Prosečna tačka rose °C       | -11.8 | -11.6 | -8.4 | -3.1 | 3.5  | 9.3  | 11.5 | 11.4 | 7.9  | 1.8  | -3.5 | -9.1 | -0.1 |
| Izvor: PRISM klimatska grupa |       |       |      |      |      |      |      |      |      |      |      |      |      |

## Galerija
- Adirondak planine u gornjem delu države Njujork formiraju najjužniju zonu u istočno šumsko–borealnoj tranziciji ekoregiona Severne Amerike.
- Hidrološki izvor reke Hadson je u blizini Jezerska suza oblaka, malog cirknog jezera u Adironaku. Fotografija je iz 19. veka.
- Lejk Džordž, jedno od brojnih oligotrofnih jezera u Adirondak regionu, s nadimkom Kraljica Američkih jezera.
- Jezero Ogledalo kod sela Lejk Plasid u Adirondaku, lokacija Zimski olimpijskih igara 1932 i 1980.
- Jezero Flauer kod sela Saranak Lejk, s nadimkom Prestonica Adirondaka.
- Region Visokih vrhova Adirondaka.

## Literatura
- Olson; D. M.; E. Dinerstein;  . (2001), „Terrestrial Ecoregions of the World: A New Map of Life on Earth”, BioScience, 51 (11): 933—938, doi:10.1641/0006-3568(2001)051[0933:TEOTWA]2.0.CO;2 , Архивирано из оригинала 2011-10-14. г..
- Dyke, A. S.; Prest, V. K. (1987). „Late Wisconsinan and Holocene History of the Laurentide Ice Sheet”. Géographie Physique et Quaternaire. 41 (2): 237—263. doi:10.7202/032681ar .
- Staff, Editorial. „Sea Serpents in the Adirondacks? You Bet! -”. Приступљено 2015-07-30.
- Yang, Xiaotao; Gao, Haiying (6. 6. 2018). „Full‐Wave Seismic Tomography in the Northeastern United States: New Insights Into the Uplift Mechanism of the Adirondack Mountains”. Geophysical Research Letters. 45 (12): 5992—6000. doi:10.1029/2018GL078438 .
- Sulavik, Stephen B. (2007). Adirondack : of Indians and mountains, 1535–1838. Fleischmanns, N.Y.: Purple Mountain Press. стр. 21—51. ISBN 978-1930098794.

## Spoljašnje veze
- „Facts About Coyotes In The Adirondacks”. Adirondack.net.
- Cherniak, D. J. „Ebenezer Emmons (1799–1863)”. Rensselaer Polytechnic Institute. Архивирано из оригинала 27. 5. 2012. г. Приступљено 23. 6. 2015.